# Melanargia pherusa
Melanargia pherusa är en fjärilsart som beskrevs av Jean Baptiste Boisduval 1832. Melanargia pherusa ingår i släktet Melanargia och familjen praktfjärilar. IUCN kategoriserar arten globalt som livskraftig. Inga underarter finns listade i Catalogue of Life.